# Nacaduba felderi
Nacaduba felderi är en fjärilsart som beskrevs av Rothschild 1915. Nacaduba felderi ingår i släktet Nacaduba och familjen juvelvingar. Inga underarter finns listade i Catalogue of Life.